# Богоявленский, Иван Иванович
Иван Иванович Богоявленский (1911—1978) — советский фигурист, чемпион СССР 1933 года в мужском одиночном катании.

## Биография
На первом турнире, в тогда ещё РСФСР, выступал в одиночном катании (2-е место) и в парном катании (1-е место паре с А. Конопатовой). Иван Богоявленский был создателем и первым руководителем секции фигурного катания ленинградского отделения спортивного общества «Динамо». Вместе с Э. Ф. Рейснером руководил ленинградской школой фигурного катания «Динамо». Тренировал Тамару Москвину, Александра Свинина.

## Спортивные достижения
| Соревнования/Сезоны | 1928 | 1933 | 1939 |
| ------------------- | ---- | ---- | ---- |
| Чемпионаты СССР     | 5    | 1    | 1 *  |

- * — Энциклопедия «Динамо» указывает, что И. И. Богоявленский был чемпионом СССР 1933—35 годов[2], однако, согласно статье Н. А. Панина и А. Е. Ордынского, опубликованной в журнале «Физкультура и спорт» № 7 от 1938 года, чемпионату 1938 года предшествовал четырёхлетний перерыв[3]. Так же следует учесть, что журнал «Физкультура и спорт» за 1933—1936 годы не упоминает в своих материалах проведение каких-либо всесоюзных турниров[4]. Есть источники утверждающие, что И. Богоявленский был однократным чемпионом СССР (1933 года)[5].